# اندرو کرازبی
اندرو کرازبی (انگلیسی: Andrew Crosby؛ زادهٔ ۵ نوامبر ۱۹۶۵) قایقران روئینگ اهل کانادا بود.